# Медаль «Захиснику України»
Медаль «Захиснику України» — відомча заохочувальна відзнака Міністерства оборони України.

## Історія нагороди
Наказом Міністерства оборони України № 705 від 9 грудня 2015 року були встановлені медалі «За зміцнення обороноздатності», «За розвиток військового співробітництва», «Захиснику України», «За сприяння Збройним Силам України».

## Положення про відзнаку
Відзнакою — медаль «Захиснику України» — нагороджуються військовослужбовці та працівники Збройних Сил України, а також інші особи за особисту мужність і героїзм, незламність духу, проявлені в захисті державного суверенітету та територіальної цілісності України, активну громадську та волонтерську діяльність, зразкове виконання військового (службового) обов'язку в умовах, пов'язаних з ризиком для життя, та інші видатні заслуги перед Збройними Силами України.
Протягом календарного року кількість нагороджених не може перевищувати 20 000 осіб.

## Опис відзнаки
- Медаль кругла, латунна. На щиті зображено покровителя військовиків архангела Михаїла, який тримає у руках піднесений для освячення праведний меч. Щит накладено на два перехрещені вістрям догори мечі. У коло медалі вписаний чотирираменний хрест, оздоблений лавровими гірляндами, що формують контури козацького хреста.
- Медаль має випуклий бортик.
- Усі зображення рельєфні.
- Діаметр медалі — 35 мм.
- Зворотний бік медалі плоский, з рельєфним написом угорі півколом: «Захиснику України». Нижче трьома рядками напис гасла медалі: «За честь! За славу! За народ!».
- За допомогою вушка медаль з'єднується з шовковою муаровою стрічкою, що поєднує вертикальні смужки синього (завширшки — 3 мм), жовтого (завширшки — 9 мм) та малинового (завширшки — 4 мм) кольорів у центрі. Довжина стрічки 42 мм, ширина — 28 мм. У верхній частині стрічка оздоблена металевою смужкою розміром 32×10 мм з накладкою. На смужку накладено знак Міністерства оборони України (розміром 12 мм), оповитий дубовим вінком (діаметром 21 мм).
- Застібка для кріплення медалі до одягу розміщена на зворотному боці металевої смужки.
- Планка медалі являє собою прямокутну металеву пластинку, обтягнуту відповідною стрічкою. Розмір планки: висота — 12 мм, ширина — 28 мм.